# Conductivitat hidràulica
a conductivitat o permeabilitat hidràulica és la propietat dels fluids que es mouen en un medi porós per unitat de temps i de superfície. Es representa simbòlicament com K. És una propietat entre d'altres de plantes vasculars, sòls i roques. Descriu la facilitat amb què un fluid (normalment aigua) pot moure's per espais o fractures de porus. Depèn de la permeabilitat intrínseca del material, del grau de saturació i de la densitat i viscositat del fluid. La conductivitat hidràulica saturada, Ksat, descriu el moviment de l'aigua a través de suports saturats.
Per definició, la conductivitat hidràulica és la relació de la velocitat amb el gradient hidràulic que indica la permeabilitat dels mitjans porosos. Hi ha dues grans categories de determinació de la conductivitat hidràulica:
- Aproximació empírica mitjançant la qual la conductivitat hidràulica es correlaciona amb les propietats del sòl, com les dimensions de porus i les dimensions de mida de partícula (grandària del gra), i la textura del sòl.[3]
- Enfocament experimental mitjançant el qual la conductivitat hidràulica es determina a partir d'experiments hidràulics utilitzant la llei de Darcy

## Valors de materials naturals
Aquests valors son típics per l'aigua d'aqüífer (utilitzant valors estàndard de viscositat i gravetat específica de l'aigua a 20 °C i 1 atm).
| K (cm/s)                                 | 10²                     | 101                     | 100=1                                | 10−1                                 | 10−2                                 | 10−3                                       | 10−4                                       | 10−5                                       | 10−6                                       | 10−7                         | 10−8                         | 10−9                 | 10−10                |
| K (m/dia)                                | 104                     | 10000                   | 1000                                 | 100                                  | 10                                   | 1                                          | 0,1                                        | 0,01                                       | 0,001                                      | 0,0001                       | 10−5                         | 10−6                 | 10−7                 |
| Permeabilitat relativa                   | Permeable               | Permeable               | Permeable                            | Permeable                            | Semi-permeable                       | Semi-permeable                             | Semi-permeable                             | Semi-permeable                             | Impermeable                                | Impermeable                  | Impermeable                  | Impermeable          | Impermeable          |
| Aqüífer                                  | Bo                      | Bo                      | Bo                                   | Bo                                   | Bo                                   | Escàs                                      | Escàs                                      | Escàs                                      | Escàs                                      | Inexistent                   | Inexistent                   | Inexistent           | Inexistent           |
| Sorres i graves no consolidades          | Graves ben graduades    | Graves ben graduades    | Sorres ben graduades o Sorra + Grava | Sorres ben graduades o Sorra + Grava | Sorres ben graduades o Sorra + Grava | Sorra molt fina, Llim, loess, terra franca | Sorra molt fina, Llim, loess, terra franca | Sorra molt fina, Llim, loess, terra franca | Sorra molt fina, Llim, loess, terra franca |                              |                              |                      |                      |
| Argiles i material orgànic no consolidat |                         |                         |                                      |                                      | Torba                                | Torba                                      | Argila estratificada                       | Argila estratificada                       | Argila estratificada                       | Argila densa                 | Argila densa                 | Argila densa         | Argila densa         |
| Roques consolidades                      | Roques molt fracturades | Roques molt fracturades | Roques molt fracturades              | Roques molt fracturades              | Roques de jaciments petrolífers      | Roques de jaciments petrolífers            | Roques de jaciments petrolífers            | Gres sense alterar                         | Gres sense alterar                         | Gres sense alterar, dolomita | Gres sense alterar, dolomita | Granit sense alterar | Granit sense alterar |